# Yours Truly (Ariana Grande-album)
A Yours Truly Ariana Grande debütáló stúdióalbuma, amely 2013. szeptember 2-án jelent meg a Republic Records gondozásában. Az album munkálatai 2011-ben megkezdődtek, majd 2013 júniusában fejeződtek be.

## Háttér és koncepció
Az album fő inspriációi Amy Winehouse, Christina Aguilera, Mariah Carey és Whitney Houston. Az albumról összefoglalásképpen Ariana ezt nyilatkozta: "A fele egy visszatekintés, egy nagyon ismerős érzés, jóérzés, míg a másik fele valami, amit én készítettem, hogy különleges, egyedi, felpezsdítő és csodálatos legyen, és ezt imádom".

## Promóció
Grande a "The Way"-t amerikai rádióturnéval népszerűsítette.
Ariana az album megjelenése előtt egy turnéra indul az Államokban. A turné neve: The Listening Sessions. Ezen a turnén az megjelenő lemezről énekel dalokat.
2013. július 31-én Grande megjelentette az albumborítót, ami egy rózsaszínű hátterű volt, ahol rózsákon ült. Azonban másnap, augusztus 1-jén feltöltötte az igazi borítót a Twitterén, ami egy fekete-fehér kép. Augusztus 7-étől az iTunes Store-on elő lehet rendelni az albumot.
Ezen kívül bejelentették, hogy Ariana Grande elő fogja adni a "The Way"-t és a "Baby I"-t a 2013-as MTV Video Music Awards előshowján.

## Kislemezek
A  The Way   c. dal, amiben Mac Miller működik közre, az album vezető kislemezeként jelent meg 2013. március 27-én. Az Egyesült Államokban hatalmas sikernek örvendett, platinalemez is lett, hiszen több, mint egymillió példányt adtak el belőle. A Billboard Hot 100-as listáján 9. volt.
A  Baby I  2013. július 26-án jelent meg, mint az album második kislemeze. 21. lett a Billboard Hot 100-as listán.
A  Right There  c. dal, amiben Big Sean működik közre, promóciós kislemezként jelent meg augusztus 6-án. A Billboard Hot 100-as listáján 84.-ként debütált, míg a Digital Songs listán 21.-ként.

## Dallista
| 1.    | Honeymoon Avenue                                   | Ariana Grande, Khris Riddick-Tynes, Leon Thomas, Antonio Dixon, Kenneth "Babyface" Edmonds, Thomas Brown, Travis Sayles     | The Rascals, Babyface, Dixon                          | 5:39 |
| 2.    | Baby I                                             | Edmonds, Dixon, Smith, Thomas                                                                                               | Babyface, Dixon, Smith                                | 3:17 |
| 3.    | Right There (featuring Big Sean)                   | Grande, Harmony Samuels, Carmen Reece, J. "Lonny" Bereal, James J-Doe Smith, Al Sherrod Lambert, Sean Anderson, Jeff Lorber | Samuels                                               | 4:07 |
| 4.    | Tattooed Heart                                     | Grande, Riddick-Tynes, Thomas, Dixon, Edmonds, Matt Squire                                                                  | The Rascals, Babyface, Dixon, (Co. Production Squire) | 3:14 |
| 5.    | Lovin' It                                          | Riddick-Tynes, Thomas, Edmonds, Dixon, Roy Hammonds, Mark Morales, Rickey Offord, Kirk and Nathaniel Robinson, Mark Rooney  | The Rascals, Babyface, Dixon, (Co. Slikk Music)       | 3:00 |
| 6.    | Piano                                              | Grande, Samuels, Jahmaal Noel Fyffe, Parker Ighile, Anisa                                                                   | Samuels                                               | 3:54 |
| 7.    | Daydreamin'                                        | Squire, Brown, Victoria McCants                                                                                             | Squire                                                | 3:31 |
| 8.    | The Way (featuring Mac Miller)                     | Samuels, Amber Streeter, Al Sherrod Lambert, Jordin Sparks, Malcolm McCormick, Brenda Russell                               | Samuels                                               | 3:47 |
| 9.    | You’ll Never Know                                  | Riddick-Tynes, Thomas, Edmonds, Dixon                                                                                       | The Rascals, Babyface, Dixon                          | 3:34 |
| 10.   | Almost Is Never Enough (featuring Nathan Sykes)    | Grande, Samuels, Carmen Reece, Lambert, Olaniyi-Akinpelu, Moses Samuels                                                     | Samuels                                               | 5:27 |
| 11.   | Popular Song (featuring MIKA)                      | Mika Penniman, Priscilla Renea, Mathieu Jomphe, Stephen Schwartz                                                            | Mika, Greg Wells                                      | 3:20 |
| 12.   | Better Left Unsaid                                 | Grande, Samuels, Courtney Harrell, Lambert, Olaniyi-Akinpelu, Moses Samuels                                                 | Samuels                                               | 3:32 |
| 13.   | The Way (Spanglish Version) (featuring Mac Miller) | Samuels, Streeter, Lambert, Sparks, McCormick, Russell                                                                      | Samuels                                               | 3:46 |
| 50:08 |                                                    | |                                                       |      |

## Megjelenés
| Ország             | Dátum               | Kiadó            | Formátum               |
| ------------------ | ------------------- | ---------------- | ---------------------- |
| Németország        | 2013. augusztus 30. | Republic Records | CD, digitális letöltés |
| Hollandia          | 2013. augusztus 30. | Republic Records | CD, digitális letöltés |
| Magyarország       | 2013. szeptember 2. | Republic Records | CD, digitális letöltés |
| Egyesült Királyság | 2013. szeptember 2. | Republic Records | CD, digitális letöltés |
| Oroszország        | 2013. szeptember 2. | Republic Records | CD, digitális letöltés |
| Egyesült Államok   | 2013. szeptember 3. | Republic Records | CD, digitális letöltés |
| Kanada             | 2013. szeptember 3. | Republic Records | CD, digitális letöltés |